# جوان تشيسيمارد
أساتا أولوغبالا شكور (بالإنجليزية: Assata Olugbala Shakur)‏ المولودة في نيويورك في 16 يوليو 1947 أو 19 أغسطس 1952 اسمها عند الولادة جوان ديبورا بايرون (بالإنجليزية: JoAnne Deborah Byron)‏، واسم عائلتها بعد الزواج تشيسيمارد هي ناشطة أمريكية أفريقية وعضو في حزب الفهود السود، وقد اتهمت بارتكاب عدة جرائم بين 1971 و1973 ولوحقت في عدة ولايات.
تورطت شكور في مايو 1973 في تبادل إطلاق نار في ولاية نيوجيرسي أدى إلى مقتل شرطي هو ويرنر فيرستر والعضو في حزب الفهود السود زيد مالك شكور وجرح جوان شكور والشرطي جيمس هاربر. وفي الفترة بين 1973 و1977 أدينت في ست جرائم، حيث اتهمت بالقتل العمد والشروع بالقتل والسطو المسلح وسطو البنك والاختطاف وتمخضت المحاكمة عن تبرئتها من ثلاث تهم ورفض ثلاث تهم أخرى. وفي سنة 1977 أدينت بالقتل العمد وسبع جرائم أخرى تتعلق بحادثة تبادل إطلاق النار في نيوجيرسي.
أدينت بتهمة القتل في 1977 وحكم عليها بالسجن المؤبد، لكنها تمكنت من الفرار من السجن في 1979 واختفت عدة سنوات حتى استطاعت الهروب إلى كوبا حيث حصلت على لجوء سياسي. وهي أول امرأة تدرج على قائمة «أكثر الإرهابيين مطلوبية لمكتب التحقيقات الفيدرالي» (منذ مايو 2013) وثاني مواطن أمريكي في هذه القائمة.
نشرت أساتا في كوبا كتاب سيرة ذاتية بعنوان «أساتا: سيرة ذاتية» في سنة 1987، كما شكلت أحداث حياتها أساساً لفيلم سينمائي ومؤلفات أدبية وتوجد أغنية عنها.

## روابط خارجية
- جوان تشيسيمارد على موقع IMDb (الإنجليزية)
- جوان تشيسيمارد على موقع ميوزك برينز (الإنجليزية)
- جوان تشيسيمارد على موقع ديسكوغز (الإنجليزية)
- جوان تشيسيمارد على موقع قاعدة بيانات الفيلم (الإنجليزية)